# Big Brother (Chorwacja)
Big Brother – chorwacka wersja Big Brothera. Premiera miała miejsce 2004 roku. Dotychczas odbyło się pięć edycji, a szósta jest planowana. Stacją telewizyjną, która pokazuje show, jest RTL. Prowadzącym od 2004 roku była Daria Knez, a od 2005 roku jest Antonija Blaće.

## 1 edycja
Start: 18 września 2004 

Koniec: 26 grudnia 2004 

Dni: 100

Uczestnicy:  
- Saša Tkalčević – 1. miejsce
- Zdravko Lamot – 2. miejsce
- Alen Macinić – 3. miejsce
- Marina Bajlo – 4. miejsce
- Antonija Blaće – 5. miejsce
- Valentina Tasić – 6. miejsce
- Ana Gotovac – 7. miejsce
- Željko Mađarić – 8. miejsce
- Sanja Kvastek – 9. miejsce
- Vlatka Kraljić – 10. miejsce
- Filip Voloder – 11. miejsce
- Ozren Petrić – 12. miejsce
- Krešo Jengić – 13. miejsce
- Egle Brožić – 14. miejsce

|           | #1                   | #2                   | #3                 | #4              | #5              | #6              | #7                 | #8                 | #9              | Finał      |
| --------- | -------------------- | -------------------- | ------------------ | --------------- | --------------- | --------------- | ------------------ | ------------------ | --------------- | ---------- |
| Saša      | EgleFilip            | Alen Marina          | Alen Marina        | Antonija Vlatka | Antonija Sanja  | Antonija Marina | Antonija Marina    | Antonija Valentina | Antonija Marina | Zwycięzca  |
| Zdravko   | Ozren Sanja          | Krešo Ozren          | Antonija Sanja     | Sanja Vlatka    | Marina Sanja    | Antonija Marina | Antonija Valentina | Antonija Valentina | Antonija Marina | 2. miejsce |
| Alen      | Ana Filip            | Ana Ozren            | Filip Valentina    | Vlatka Željko   | Sanja Valentina | Ana Valentina   | Ana Antonija       | Antonija Valentina | Antonija Saša   | 3. miejsce |
| Marina    | Egle Ozren           | Ozren Sanja          | Sanja Zdravko      | Vlatka Željko   | Sanja Željko    | Saša Željko     | Alen Ana           | Antonija Saša      | Saša Zdravko    | 4. miejsce |
| Antonija  | Alen Zdravko         | Alen Ozren           | Filip Zdravko      | Saša Zdravko    | Alen Željko     | Alen Željko     | Alen Zdravko       | Marina Saša        | Saša Zdravko    | Dzień 91   |
| Valentina | Egle Ozren           | Krešo Ozren          | Alen Filip         | Alen Vlatka     | Ana Željko      | Alen Željko     | Alen Ana           | Alen Zdravko       | '84 dzień       | '84 dzień  |
| Ana       | Alen Egle            | Filip Ozren          | Filip Marina       | Vlatka Željko   | Alen Željko     | Alen Željko     | Alen Marina        | 77 dzień           | 77 dzień        | 77 dzień   |
| Željko    | Nie było jego w domu | Nie było jego w domu | Exempt             | Ana Antonija    | Alen Marina     | Alen Valentina  | 70 dzień           | 70 dzień           | 70 dzień        | 70 dzień   |
| Sanja     | Alen Egle            | Marina Zdtavko       | Marina Zdravko     | Ana Vlatka      | Marina Željko   | 63 dzień        | 63 dzień           | 63 dzień           | 63 dzień        | 63 dzień   |
| Vlatka    | Nie było jej w domu  | Nie było jej w domu  | Exempt             | Marina Zdravko  | 49 dzień        | 49 dzień        | 49 dzień           | 49 dzień           | 49 dzień        | 49 dzień   |
| Filip     | Antonija Ozren       | Krešo Ozren          | Antonija Valentina | 35 dzień        | 35 dzień        | 35 dzień        | 35 dzień           | 35 dzień           | 35 dzień        | 35 dzień   |
| Ozren     | Krešo Zdravko        | Marina Zdravko       | 23 dzień           | 23 dzień        | 23 dzień        | 23 dzień        | 23 dzień           | 23 dzień           | 23 dzień        | 23 dzień   |
| Krešo     | Egle Ozren           | Ana Ozren            | 22 dzień           | 22 dzień        | 22 dzień        | 22 dzień        | 22 dzień           | 22 dzień           | 22 dzień        | 22 dzień   |
| Egle      | Krešo Ozren          | 14 dzień             | 14 dzień           | 14 dzień        | 14 dzień        | 14 dzień        | 14 dzień           | 14 dzień           | 14 dzień        | 14 dzień   |

## 2 edycja
Start: 4 września 2005 
 
Koniec: 30 grudnia 2005 

Dni: 118
Uczestnicy: 

Hamdija Seferović – 1. miejsce	
 	
Daca Bosančić – 2. miejsce	
 	 
Matko Okmažić – 3. miejsce 	
  
Ivan Grgec – 4. miejsce 	 
 
Tatjana Čehić – 5. miejsce	 
 
Matea Matić – 6. miejsce 	
 
Željka Lukić – 7. miejsce 	
  
Maroje Sabljić – 8. miejsce	
 	 
Kristian Stojić – 9. miejsce	 
 
Sanja Močibob – 10. miejsce 	
 
Dominik Rožić – 11. miejsce 	
 
Lana Škurić – 12. miejsce	
 
Duje Katalenić – 13. miejsce 	
 
Hana Šoljan – 14. miejsce  	
 
Kristina Abolić – 15. miejsce 	
 
Monika Maleš – 16. miejsce 	
 
Brankica Čonda – 17. miejsce	
 
Nataša Gajić – 18. miejsce 	
 
Biserka Dolenec – 19. miejsce	
 
Rene Nemarnik – 19. miejsce

### Tabela nominacyjna
| Hamdija  | Nie było nominacji | Kristina Nataša    | Brankica Monika    | Kristina Lana      | Lana Sanja         | Kristian Kristina  | Hana Kristian      | Nominowany         | Lana Sanja        | Daca Dominik      | Matea Sanja       | Daca Matea     | Maroje Matea   | Daca Matea      | Matea Tatjana | Daca Tatjana  | Wygrana    |           |           |
| Daca     | Nie było nominacji | Nie było nominacji | Nie było nominacji | Nie było nominacji | Nie było nominacji | Nie było nominacji | Nie było nominacji | Nie było nominacji | Immunitet         | Hamdija Kristian  | Hamdija Ivan      | Hamdija Ivan   | Maroje Tatjana | Matko Željka    | Matea Tatjana | Ivan Matko    | 2. miejsce |           |           |
| Matko    | Nie było nominacji | Kristina Nataša    | Kristina Monika    | Kristina Monika    | Igor Kristina      | Ivan Kristina      | Hana Sanja         | Nominowana         | Lana Sanja        | Daca Dominik      | Daca Matea        | Daca Matea     | Daca Maroje    | Matea Željka    | Matea Tatjana | Daca Tatjana  | 3. miejsce |           |           |
| Ivan     | Nie było nominacji | Brankica Kristina  | Brankica Igor      | Monika Sanja       | Lana Sanja         | Kristian Sanja     | Kristian Sanja     | Nominowany         | Lana Sanja        | Dominik Matea     | Matea Sanja       | Daca Željka    | Maroje Tatjana | Matea Željka    | Matea Tatjana | Daca Tatajana | 4. miejsce |           |           |
| Tatjana  | Doszła w 76 dniu   | Doszła w 76 dniu   | Doszła w 76 dniu   | Doszła w 76 dniu   | Doszła w 76 dniu   | Doszła w 76 dniu   | Doszła w 76 dniu   | Doszła w 76 dniu   | Doszła w 76 dniu  | Doszła w 76 dniu  | Doszła w 76 dniu  | Immunitet      | Ivan Maroje    | Ivan Matea      | Daca Ivan     | Daca Ivan     | 111 dzień  | 111 dzień | 111 dzień |
| Matea    | Doszła w 62 dniu   | Doszła w 62 dniu   | Doszła w 62 dniu   | Doszła w 62 dniu   | Doszła w 62 dniu   | Doszła w 62 dniu   | Doszła w 62 dniu   | Doszła w 62 dniu   | Immunitet         | Hamdija Ivan      | Hamdija Matko     | Hamdija Željka | Maroje Tatjana | Hamdija Tatjana | Ivan Matko    | 104 dzień     | 104 dzień  | 104 dzień | 104 dzień |
| Željka   | Doszła w 62 dniu   | Doszła w 62 dniu   | Doszła w 62 dniu   | Doszła w 62 dniu   | Doszła w 62 dniu   | Doszła w 62 dniu   | Doszła w 62 dniu   | Doszła w 62 dniu   | Immunitet         | Dominik Hamdija   | Hamdija Matea     | Ivan Matea     | Maroje Tatjana | Matea Tatjana   | 97 dzień      | 97 dzień      | 97 dzień   | 97 dzień  | 97 dzień  |
| Maroje   | Doszedł w 76 dniu  | Doszedł w 76 dniu  | Doszedł w 76 dniu  | Doszedł w 76 dniu  | Doszedł w 76 dniu  | Doszedł w 76 dniu  | Doszedł w 76 dniu  | Doszedł w 76 dniu  | Doszedł w 76 dniu | Doszedł w 76 dniu | Doszedł w 76 dniu | Immunitet      | Matea Željka   | 90 dzień        | 90 dzień      | 90 dzień      | 90 dzień   | 90 dzień  | 90 dzień  |
| Kristian | Nie było nominacji | Kristina Monika    | Kristina Monika    | Kristina Monika    | Ivan Igor          | Ivan Kristina      | Hana Kristina      | Nominowany         | Hamdija Ivan      | Dominik Matea     | Daca Matea        | Nominowany     | 83 dzień       | 83 dzień        | 83 dzień      | 83 dzień      | 83 dzień   | 83 dzień  | 83 dzień  |
| Sanja    | Nie było nominacji | Monika Nataša      | Duje Kristina      | Duje Kristina      | Ivan Igor          | Duje Ivan          | Duje Hamdija       | Nominowana         | Matko Hamdija     | Hamdija Ivan      | Ivan Kristian     | 76 dzień       | 76 dzień       | 76 dzień        | 76 dzień      | 76 dzień      | 76 dzień   | 76 dzień  | 76 dzień  |
| Dominik  | Doszedł w 55 dniu  | Doszedł w 55 dniu  | Doszedł w 55 dniu  | Doszedł w 55 dniu  | Doszedł w 55 dniu  | Doszedł w 55 dniu  | Doszedł w 55 dniu  | Doszedł w 55 dniu  | Immunitet         | Ivan Kristian     | 69 dzień          | 69 dzień       | 69 dzień       | 69 dzień        | 69 dzień      | 69 dzień      | 69 dzień   | 69 dzień  | 69 dzień  |
| Lana     | Nie było nominacji | Kristina Monika    | Igor Kristina      | Igor Kristina      | Duje Igor          | Duje Ivan          | Hana Ivan          | DNominowana        | Hamdija Ivan      | 62 dzień          | 62 dzień          | 62 dzień       | 62 dzień       | 62 dzień        | 62 dzień      | 62 dzień      | 62 dzień   | 62 dzień  | 62 dzień  |
| Duje     | Nie było nominacji | Kristina Nataša    | Kristina Sanja     | Igor Monika        | Igor Lana          | Kristina Sanja     | Hana Lana          | Nominowany         | 55 dzień          | 55 dzień          | 55 dzień          | 55 dzień       | 55 dzień       | 55 dzień        | 55 dzień      | 55 dzień      | 55 dzień   | 55 dzień  | 55 dzień  |
| Hana     | Doszła w 41 dniu   | Doszła w 41 dniu   | Doszła w 41 dniu   | Doszła w 41 dniu   | Doszła w 41 dniu   | Immunitet          | Hamdija Kristian   | 48 dzień           | 48 dzień          | 48 dzień          | 48 dzień          | 48 dzień       | 48 dzień       | 48 dzień        | 48 dzień      | 48 dzień      | 48 dzień   | 48 dzień  | 48 dzień  |
| Kristina | Nie było nominacji | Brankica Igor      | Duje Matko         | Igor Matko         | Igor Kristian      | Duje Ivan          | 41 dzień           | 41 dzień           | 41 dzień          | 41 dzień          | 41 dzień          | 41 dzień       | 41 dzień       | 41 dzień        | 41 dzień      | 41 dzień      | 41 dzień   | 41 dzień  | 41 dzień  |
| Igor     | Nie było nominacji | Brankica Kristina  | Brankica Kristina  | Kristina Monika    | Kristina Lana      | 34 dzień           | 34 dzień           | 34 dzień           | 34 dzień          | 34 dzień          | 34 dzień          | 34 dzień       | 34 dzień       | 34 dzień        | 34 dzień      | 34 dzień      | 34 dzień   | 34 dzień  | 34 dzień  |
| Monika   | Nie było nominacji | Duje Nataša        | Duje Kristina      | Duje Igor          | 27 dzień           | 27 dzień           | 27 dzień           | 27 dzień           | 27 dzień          | 27 dzień          | 27 dzień          | 27 dzień       | 27 dzień       | 27 dzień        | 27 dzień      | 27 dzień      | 27 dzień   | 27 dzień  | 27 dzień  |
| Brankica | Nie było nominacji | Kristina Igor      | Kristina Igor      | 20 dzień           | 20 dzień           | 20 dzień           | 20 dzień           | 20 dzień           | 20 dzień          | 20 dzień          | 20 dzień          | 20 dzień       | 20 dzień       | 20 dzień        | 20 dzień      | 20 dzień      | 20 dzień   | 20 dzień  | 20 dzień  |
| Nataša   | Nie było nominacji | Hamdija Kristina   | 13 dzień           | 13 dzień           | 13 dzień           | 13 dzień           | 13 dzień           | 13 dzień           | 13 dzień          | 13 dzień          | 13 dzień          | 13 dzień       | 13 dzień       | 13 dzień        | 13 dzień      | 13 dzień      | 13 dzień   | 13 dzień  | 13 dzień  |
| Biserka  | Nie było nominacji | 6 dzień            | 6 dzień            | 6 dzień            | 6 dzień            | 6 dzień            | 6 dzień            | 6 dzień            | 6 dzień           | 6 dzień           | 6 dzień           | 6 dzień        | 6 dzień        | 6 dzień         | 6 dzień       | 6 dzień       | 6 dzień    | 6 dzień   | 6 dzień   |
| René     | Nie było nominacji | 6 dzień            | 6 dzień            | 6 dzień            | 6 dzień            | 6 dzień            | 6 dzień            | 6 dzień            | 6 dzień           | 6 dzień           | 6 dzień           | 6 dzień        | 6 dzień        | 6 dzień         | 6 dzień       | 6 dzień       | 6 dzień    | 6 dzień   | 6 dzień   |

## 3 edycja
Start: 8 września 2006

Dni: 99 

Wygrana: 1 milion HRK
Uczestnicy: 

Danijel Rimanić – 1. miejsce

Tomislav Šimićević – 2. miejsce 	 

Tanja Jovanović – 3. miejsce 	 

Yameisy Sanchez Hernandez – 4. miejsce 
	 
Violeta Halitaj – 5. miejsce	 

Ante Seljak Jakovčev – 6. miejsce 	 

Ana Vrdoljak – 7. miejsce	 

Zoran Stupa Ljubas – 8. miejsce	 

Nikša Kekezović – 9. miejsce	 

Lea Lemo – 10. miejsce	 

Simon Hamoui – 11. miejsce 

Dragica Vulić – 12. miejsce	 

Mathias Gašparić – 13. miejsce	 

Romina Prar – 14. miejsce

### Tabela nominacyjna
|          | #1               | #2              | Nominacje odwołano | #3               | #4              | #5              | #6              | #7               | #8               | #9               | Final           |
| -------- | ---------------- | --------------- | ------------------ | ---------------- | --------------- | --------------- | --------------- | ---------------- | ---------------- | ---------------- | --------------- |
| Danijel  | Lea Romina       | Lea Ana         | Lea Violeta        | Lea Violeta      | Lea Ana         | Yameisy Ana     | Ana Yameisy     | Yameisy Tomislav | Yameisy Tomislav | Yameisy Tomislav | Zwycięzca       |
| Tomislav | Not in the house | Zoran Lea       | Violeta Lea        | Violeta Lea      | Lea Violeta     | Zoran Nikša     | Zoran Danijel   | Danijel Ante     | Danijel Ante     | Violeta Danijel  | 2. miejsce      |
| Tanja    | Zoran Mathias    | Zoran Dragica   | Lea Simon          | Lea Simon        | Danijel Lea     | Zoran Danijel   | Danijel Zoran   | Danijel Ana      | Danijel Violeta  | Danijel Violeta  | 3. miejsce      |
| Yameisy  | Zoran Lea        | Zoran Lea       | Lea Ante           | Zoran Lea        | Zoran Ante      | Zoran Ana       | Ante Danijel    | Ante Ana         | Ante Danijel     | Nominowany       | 4. miejsce      |
| Violeta  | Mathias Romina   | Ana Dragica     | Danijel Tomislav   | Tomislav Danijel | Zoran Ante      | Tanja           | Zoran Danijel   | Ana Ante         | Danijel Ante     | Tanja Danijel    | 92 dzień        |
| Ante     | Ana Lea          | Lea Tanja       | Lea Simon          | Lea Simon        | Lea Ana         | Nikša Danijel   | Danijel Yameisy | Ana Yameisy      | Yameisy Danijel  | 85 dzień         | 85 dzień        |
| Ana      | Lea Simon        | Lea Simon       | Lea Simon          | Lea Simon        | Danijel Zoran   | Danijel Nikša   | Danijel Ante    | Tanja Ante       | 78 dzień         | 78 dzień         | 78 dzień        |
| Zoran    | Lea Romina       | Nikša Simon     | Nikša Simon        | Nikša Simon      | Lea Nikša       | Yameisy Nikša   | Violeta Danijel | 71 dzień         | 71 dzień         | 71 dzień         | 71 dzień        |
| Nikša    | Zoran Mathias    | Ante Zoran      | Ante Zoran         | Ante Zoran       | Ante Zoran      | Zoran Ana       | 64 dzień        | 64 dzień         | 64 dzień         | 64 dzień         | 64 dzień        |
| Lea      | Mathias Ana      | Danijel Dragica | Danijel Ana        | Danijel Ana      | Ante Zoran      | 57 dzień        | 57 dzień        | 57 dzień         | 57 dzień         | 57 dzień         | 57 dzień        |
| Simon    | Nikša Danijel    | Zoran Ana       | Zoran Danijel      | Ana Ante         | 43 dzień        | 43 dzień        | 43 dzień        | 43 dzień         | 43 dzień         | 43 dzień         | 43 dzień        |
| Dragica  | Doszła w 15 dniu | Ante Lea        | 29 dzień           | 29 dzień         | 29 dzień        | 29 dzień        | 29 dzień        | 29 dzień         | 29 dzień         | 29 dzień         | 29 dzień        |
| Mathias  | Lea Violeta      | Evicted15 dzień | Evicted15 dzień    | Evicted15 dzień  | Evicted15 dzień | Evicted15 dzień | Evicted15 dzień | Evicted15 dzień  | Evicted15 dzień  | Evicted15 dzień  | Evicted15 dzień |
| Romina   | Lea Zoran        | 14 dni          | 14 dni             | 14 dni           | 14 dni          | 14 dni          | 14 dni          | 14 dni           | 14 dni           | 14 dni           | 14 dni          |

## 4 edycja
Start: 7 września 2007
 
Koniec: 21 grudnia 2007 
 
Wygrana: 1,5 miliona HRK (200 000 EUR)

Uczestnicy: 
  
Vedran Lovrenčić – 1. miejsce	
 	
Maja-Paola Sestrić – 2. miejsce	
 	 
Krešimir Karačić – 3. miejsce	  	
  
Arsen Košta Alujević – 4. miejsce 
 
Tessa Hapčo – 5. miejsce	
 
Martina Vlahinić – 5. miejsce	
 
Stjepan Bekavac – 6. miejsce
 
Vita Pavić – 7. miejsce  	
 
Goran Matošović – 8. miejsce		
  
Mateja Ivoš – 9. miejsce	 
 
Senka Lončar – 10. miejsce	 
 
Ivana Saraga – 11. miejsce	
 
Mirela Milaković – 12. miejsce 	
 
Valentino Cappellari – 12. miejsce
 
Hrvoje Šoštarić – 13. miejsce

## 1 edycja Celebrity
Start: 7 marca 2008 
 
Koniec: 28 marca 2008 

Uczestnicy:
- Danijela Dvornik – 1. miejsce
- Marina Orsag – 2. miejsce
- Iva Jerković – 3. miejsce
- Ivica Kovačević – 4. miejsce
- Neven Ciganović – 5. miejsce
- Marko Grubnić – 6. miejsce
- Salome – 7. miejsce
- Sandi Cenov – 8. miejsce

### Tabela nominacyjna
|          | #1            | #2              | Final              | Final        |
| -------- | ------------- | --------------- | ------------------ | ------------ |
| Danijela | Iva Ivica     | Marko Marina    | Nie było nominacji | Zwyciężczyni |
| Marina   | Neven Marko   | Marko Iva       | Nie było nominacji | 2. miejsce   |
| Iva      | Marina Salome | Marina Danijela | Nie było nominacji | 3. miejsce   |
| Ivica    | Salome Marina | Marina Marko    | Nie było nominacji | 4. miejsce   |
| Neven    | Marina Salome | Marina Danijela | Nie było nominacji | 5. miejsce   |
| Marko    | Marina Salome | Marina Danijela | 14 dzień           | 14 dzień     |
| Salome   | Marko Marina  | 7 dzień         | 7 dzień            | 7 dzień      |
| Sandi    | 3 dzień       | 3 dzień         | 3 dzień            | 3 dzień      |

## 5 edycja
Start: 5 września 2008 

Uczestnicy:  
 
Krešimir Duvančić – 1. miejsce	
 
Ornela Bešker-Amulić – 2. miejsce
 		 
Marko Deša – 3. miejsce 		 
 
Saša Meničanin – 4. miejsce 	 
 
Sabina Jurić – 5. miejsce	 
 
Ivan Mitrović – 5. miejsce 	 
 
Ivan Lehocki – 6. miejsce	 
 
Elizabeta Skoković – 7. miejsce	 
 
Valerija Sever – 8. miejsce  	 
 
Monika Bukovac – 9. miejsce	 
 
Mira Mariani – 10. miejsce	 
 
Lucija Myšičkova – 11. miejsce	 
 
Tomislav Kuščević – 12. miejsce	 
 
Rina Dehni – 13. miejsce / 5. miejsce
 
Martine Manojlović – 14. miejsce 
 	 
Violeta Kuštro – 15. miejsce	 
 
Tomislav Markulinčić – 16. miejsce

|            | #1                 | #2               | #3                  | #4               | #5               | #6              | #7              | #8              | #9            | #10             | #10             | Final              | Final      |          |
| ---------- | ------------------ | ---------------- | ------------------- | ---------------- | ---------------- | --------------- | --------------- | --------------- | ------------- | --------------- | --------------- | ------------------ | ---------- | -------- |
| Krešimir   | Ivan M Violeta     | Lucija Ornela    | Lucija Marko        | Lucija Marko     | Marko Saša       | Marko Saša      | Marko Saša      | Marko Ivan M    | Marko Ivan M  | Ivan M Saša     | Ivan M Saša     | Nie było nominacji | Zwycięzca  |          |
| Ornela     | Marko Ivan L       | Krešimir Ivan M  | Ivan M Ivan L       | Saša Marko       | Ivan M Marko     | Valerija Monika | Valerija Sabina | Ivan L Saša     | Saša Ivan L   | Sabina Saša     | Sabina Saša     | Nie było nominacji | 2. miejsce |          |
| Marko      | Violeta Valerija   | Martine Lucija   | Lucija Tomislav K   | Ornela Lucija    | Ivan M Ornela    | Valerija Sabina | Valerija Sabina | Elizabeta Saša  | Saša Krešimir | Ivan M Krešimir | Ivan M Krešimir | Nie było nominacji | 3. miejsce |          |
| Saša       | Lucija Violeta     | Lucija Ornela    | Valerija Tomislav K | Ornela Elizabeta | Ornela Mira      | Marko Krešimir  | Marko Elizabeta | Marko Ornela    | Nominowana    | Nominowana      | Nominowana      | Nie było nominacji | 4. miejsce |          |
| Sabina     | Not In House       | Not In House     | Not In House        | Saša Marko       | Monika Mira      | Monika Marko    | Ivan M Saša     | Ivan L Marko    | Ivan L Ivan M | Ivan M          | Ivan M          | 98 dzień           | 98 dzień   |          |
| Ivan M     | Ornela Lucija      | Marko Lucija     | Lucija Valerija     | Ornela Lucija    | Ornela Mira      | Immunitet       | Valerija Ornela | Elizabeta Marko | Marko Saša    | Krešimir Sabina | 98 dzień        | 98 dzień           | 98 dzień   |          |
| Ivan L     | Violeta Elisabeta  | Lucija Ornela    | Lucija Tomislav K   | Saša Marko       | Mira Ivan M.     | Monika Krešimir | Sabina Valerija | Ornela Sabina   | Saša Krešimir | 91 dzień        | 91 dzień        | 91 dzień           | 91 dzień   |          |
| Elizabeta  | Tomislav M Lucija  | Nominowana       | Saša Monika         | Marko Saša       | Ivan M. Valerija | Marko Monika    | Sabina Valerija | Sabina Marko    | 84 dzień      | 84 dzień        | 84 dzień        | 84 dzień           | 84 dzień   |          |
| Valerija   | Marko Lucija       | Nominowana       | Lucija Marko        | Lucija Marko     | Ornela Marko     | Marko Ornela    | Ornela Marko    | 77 dzień        | 77 dzień      | 77 dzień        | 77 dzień        | 77 dzień           | 77 dzień   |          |
| Monika     | Tomislav M Ivan M  | Martine Lucija   | Lucija Tomislav K   | Mira Lucija      | Elizabeta Sabina | Sabina Valerija | 70 dzień        | 70 dzień        | 70 dzień      | 70 dzień        | 70 dzień        | 70 dzień           | 70 dzień   |          |
| Mira       | Doszła w 56 dniu   | Doszła w 56 dniu | Doszła w 56 dniu    | Marko Monika     | Ivan M. Valerija | 63 dzień        | 63 dzień        | 63 dzień        | 63 dzień      | 63 dzień        | 63 dzień        | 63 dzień           | 63 dzień   |          |
| Lucija     | Violeta Valerija   | Marko Krešimir   | Ivan L Ivan M       | Marko Saša       | 56 dzień         | 56 dzień        | 56 dzień        | 56 dzień        | 56 dzień      | 56 dzień        | 56 dzień        | 56 dzień           | 56 dzień   |          |
| Tomislav K | Valerija Ivan M    | Nominowany       | Marko Monika        | 42 dzień         | 42 dzień         | 42 dzień        | 42 dzień        | 42 dzień        | 42 dzień      | 42 dzień        | 42 dzień        | 42 dzień           | 42 dzień   |          |
| Rina       | Doszła w 25 dniu   | Nominowana       | 28 dzień            | 98 dzień         | 98 dzień         |                 |                 |                 |               |                 |                 |                    |            |          |
| Martine    | Violeta Tomislav M | Marko Saša       | 25 dzień            | 25 dzień         | 25 dzień         | 25 dzień        | 25 dzień        | 25 dzień        | 25 dzień      | 25 dzień        | 25 dzień        | 25 dzień           | 25 dzień   | 25 dzień |
| Violeta    | Ornela Lucija      | 14 dzień         | 14 dzień            | 14 dzień         | 14 dzień         | 14 dzień        | 14 dzień        | 14 dzień        | 14 dzień      | 14 dzień        | 14 dzień        | 14 dzień           | 14 dzień   | 14 dzień |
| Tomislav M | Lucija Violeta     | 10 dzień         | 10 dzień            | 10 dzień         | 10 dzień         | 10 dzień        | 10 dzień        | 10 dzień        | 10 dzień      | 10 dzień        | 10 dzień        | 10 dzień           | 10 dzień   | 10 dzień |